# Cypa decolor
Espèce
Cypa decolor est une espèce  de lépidoptères appartenant à la famille des Sphingidae, à la sous-famille des Smerinthinae, à la tribu des Smerinthini et au genre Cypa.

## Répartition et habitat
Répartition
L'espèce est connue, au nord - est de l'Inde, au Népal, en Birmanie, dans le sud-ouest de la Chine, en Thaïlande, au Vietnam, en Malaisie(Sarawak) et en Indonésie (Sumatra, Bornéo, Kalimantan, Papouasie-Nouvelle-Guinée).

## Description
L'envergure de l'imago varie de 50 à 82 mm. Les mâles ont tendance à être plus variés que les femelles. L'espèce est similaire à Cypa terranea mais la coloration brun verdâtre sur la face dorsale est moins marquée.

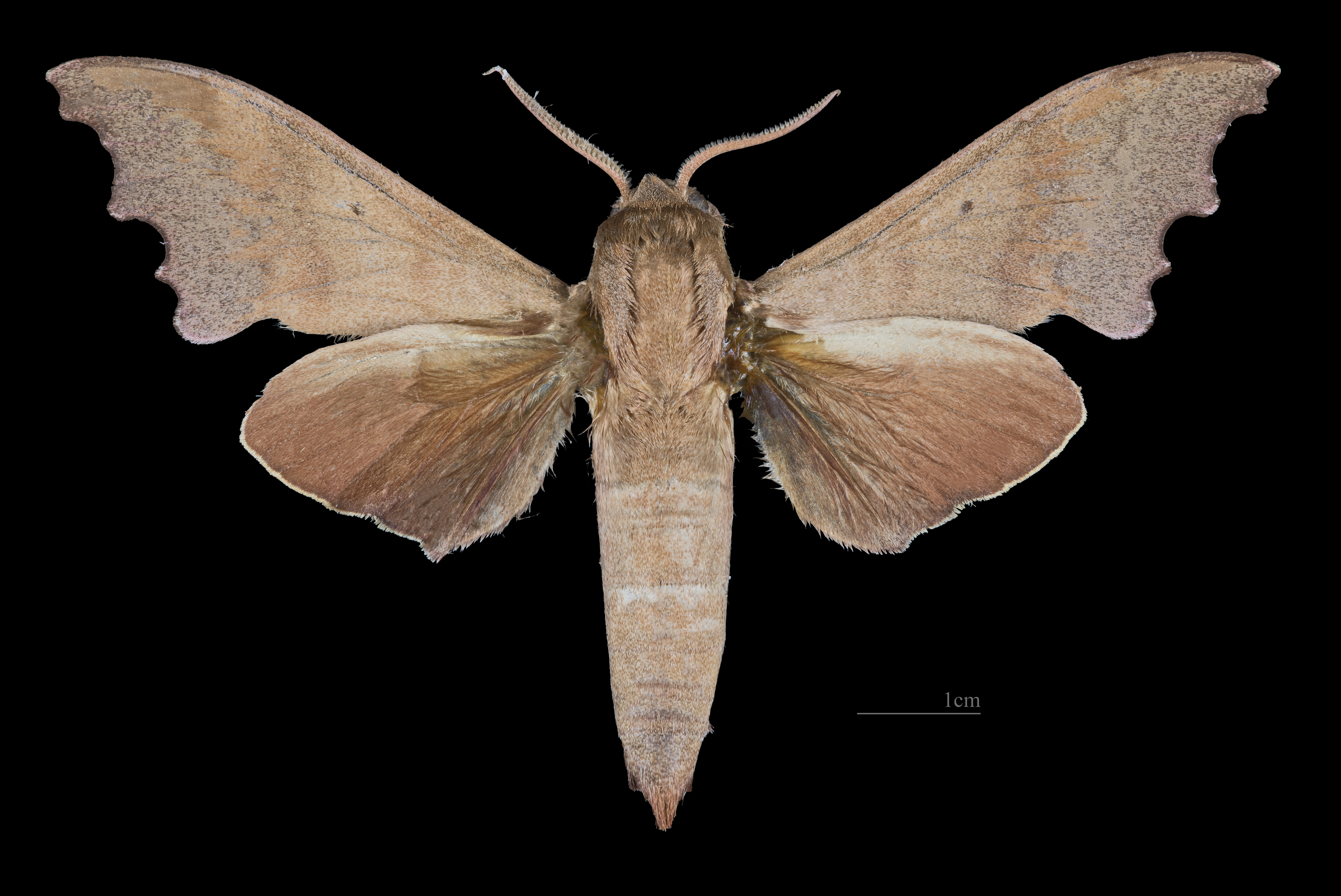
Avers du mâle (coll.MHNT)
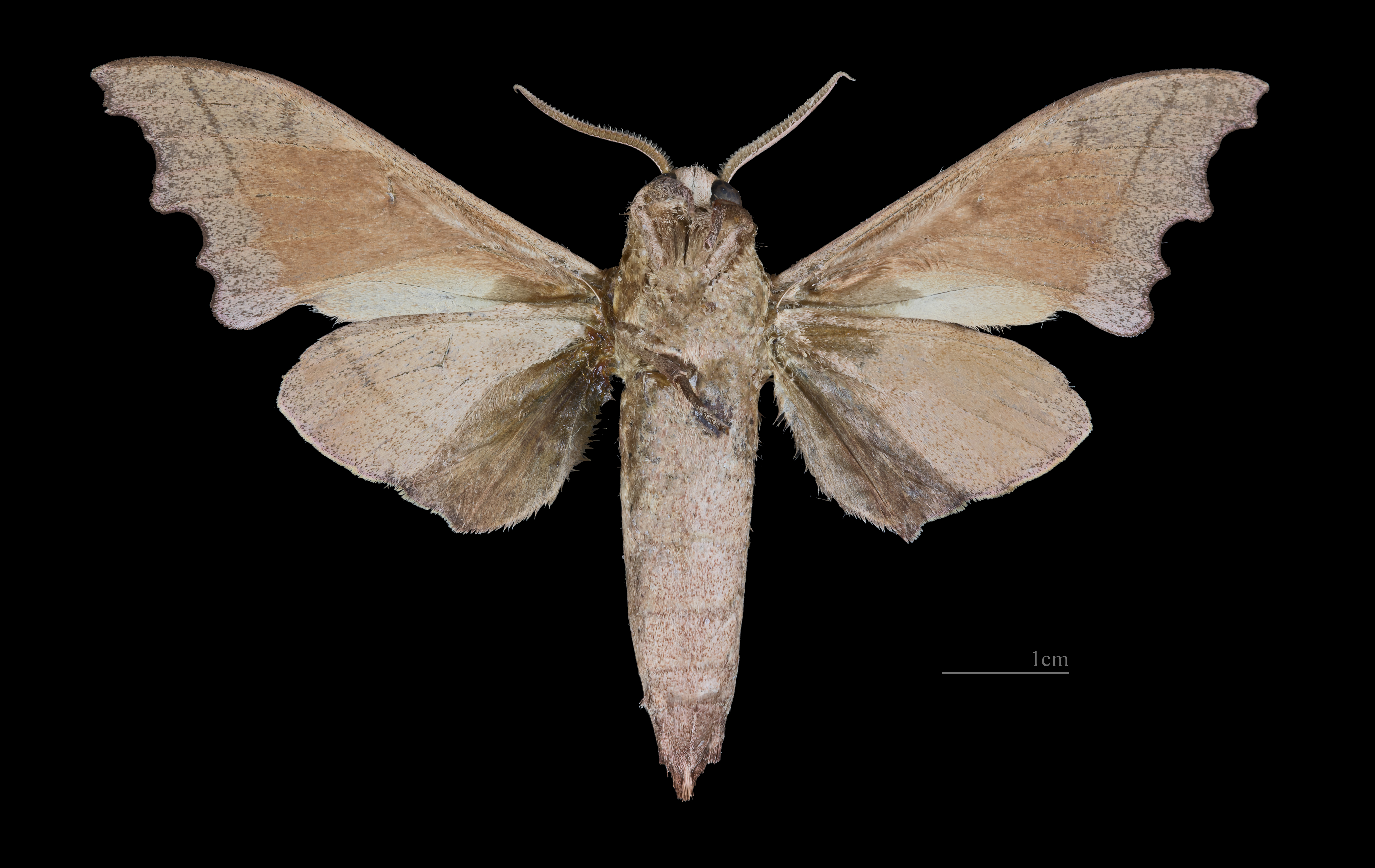
Revers du mâle (coll.MHNT)
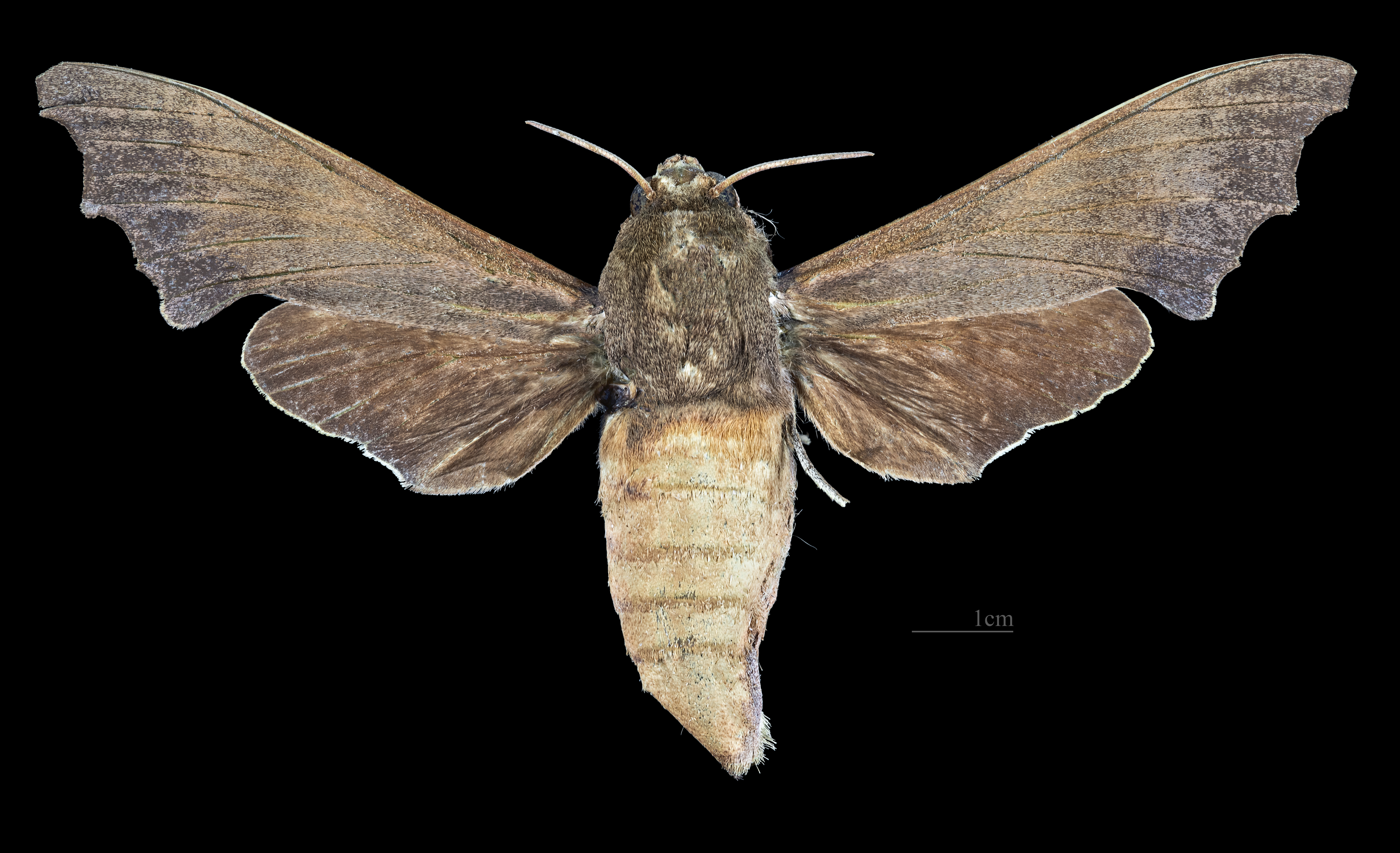
Avers de la femelle (coll.MHNT)
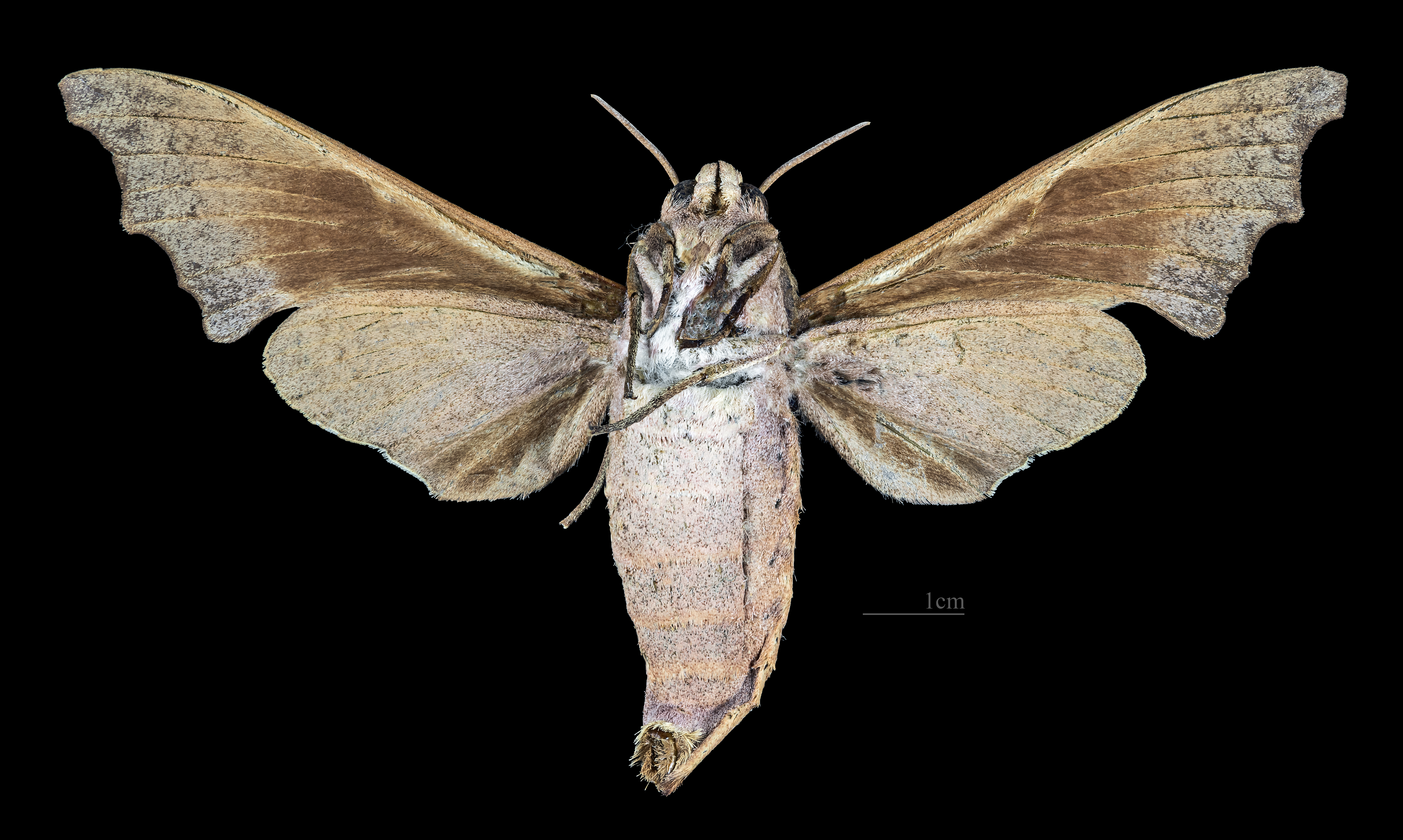
Revers de la femelle (coll.MHNT)

## Biologie
Les chenilles se nourrissent sur les espèces des genres Quercus et Castanopsis.

## Systématique
- L'espèce a été décrite par l'entomologiste britannique Francis Walker en 1856 sous me nom initial de Smerinthus decolor[2].

### Synonymie
- Smerinthus decolor Walker, 1856 Protonyme
- Cypa incongruens Butler, 1881
- Smerinthulus chinensis Rothschild & Jordan, 1903
- Cypa decolor manilae Clark, 1930

### Liste des sous-espèces
- Cypa decolor decolor  (Inde du nord-est, Népal, Birmanie, Chine du sud-ouest, Thaïlande, Vietnam, Malaisie (Sarawak) et Indonésie (Sumatra, Bornéo, Kalimantan))
- Cypa decolor euroa Rothschild et Jordanie, 1903 (Papouasie-Nouvelle-Guinée)